# Lijst van Ierse autosnelwegen
Hieronder volgt een lijst van autosnelwegen (Engels: motorway / Iers: motárbhealach) in Ierland. 
Op bepaalde stukken snelweg (M1 Julianstown-Drogheda, M3 Dunboyne-Dunshaughlin, M3 Navan-Kells, M4 Kilcock-Kinnegad, M6 Ballinasloe-Loughrea, M7 Portlaoise-Borris-in-Ossory, M8 Fermoy-Watergrasshill, M50 Blanchardstown-Lucan en Dublin Port Tunnel) moet tol worden betaald.
| Wegnummer | Autosnelweg | Route                                                  | Afbeelding |
| --------- | ----------- | ------------------------------------------------------ | ---------- |
|           | M1          | Dublin – Dundalk                                       |            |
|           | M2          | Kilshane – Ashbourne                                   |            |
|           | M3          | Clonee – Kells                                         |            |
|           | M4          | Lucan - Mullingar                                      |            |
|           | M6          | Kinnegad - Galway                                      |            |
|           | M7          | Naas - Limerick                                        |            |
|           | M8          | knooppunt 19 M7 – Cork                                 |            |
|           | M9          | knooppunt 11 M7 – Waterford                            |            |
|           | M11         | Shankill (Bray) Bypass, Ashford - Oylegate             |            |
|           | M17         | Galway - Tuam                                          |            |
|           | M18         | Shannon -Galway                                        |            |
|           | M20         | Limerick - Patrickswell, (op termijn gepland tot Cork) |            |
|           | M21         | Attyflin (Patrickswell) - Rathkeale, in aanleg         |            |
|           | M28         | Cork - Ringaskiddy, in aanleg                          |            |
|           | M50         | ring om Dublin (van Dublin Port tot Shankill)          |            |

M1 · 
M2 · 
M3 · 
M4 · 
M6 · 
M7 · 
M8 · 
M9 · 
M11 · 
M17 · 
M18 · 
M20 ·
M21 ·
M28 ·  
M50